# Atymnios
Dans la mythologie grecque, Atymnios (en grec ancien Ἀτύμνιος / Atúmnios) peut faire référence :
- au fils de Zeus et Cassiopée, un beau garçon, qui était aimé par Sarpédon[1]. Pour d'autres, c'est le fils de Phénix (époux mortel de Cassiopée)[2]. Il semble avoir été honoré à Gortyne, en Crète, avec Europe[3].
- à un guerrier de Troie, fils d'Émathion et de Pédasis. Il a été tué par le roi Ulysse[4].
- à un compagnon de Sarpédon de Lycie. Il était le fils d'Amisodarès (qui avait élevé la Chimère) et le frère de Maris. Atymnios a été tué par Antiloque, tandis que Maris a été tué par Thrasymède[5].
- au père de Mydon, conducteur de char de Pylémène[6].